# Israel Zolli
Eugenio Maria Zolli (27 de setembro de 1881 - 2 de março de 1956), nascido Israel Anton Zoller, era austríaco de nascimento e professor italiano de filosofia e autor. Até sua conversão do judaísmo ao catolicismo em fevereiro de 1945, Zolli foi o rabino-chefe em Roma, a comunidade judaica da Itália de 1940 a 1945.  Após a guerra, ele ensinou filosofia em várias instituições em Roma, incluindo a Universidade Sapienza de Roma e o Pontifício Instituto Bíblico.
Zolli é conhecido por sua admiração pelo Papa Pio XII durante aSegunda Guerra Mundial, que deu apoio e abrigo a Zolli e outros judeus durante a ocupação da Itália pela Alemanha nazista de 1943 a 1944. Mais tarde foi revelado que Zolli se escondeu em vários lugares em Roma e no Estado da Cidade do Vaticano.

## Primeiros anos e rabinato
Zoller nasceu em 1881 na cidade de Brody na então Áustria-Hungria, que de 1918 a 1945 ficava no leste da Polônia,  e atualmente está no oeste da Ucrânia. Ele era o caçula de cinco filhos, com três irmãos e uma irmã.  O pai de Zoller era um ex-proprietário de fábrica rico, e sua mãe veio de uma dinastia familiar de rabinos. Ele obteve um doutorado em filosofia pela Universidade de Florença, na Itália. Ao mesmo tempo, ele se preparou para o rabinato em uma yeshiva próxima.
Em 1917, a primeira esposa de Zoller, Adele, morreu. Em 1920, casou-se com sua segunda esposa, Eva Majonica. Ela nasceu na cidade de Gorizia, no nordeste da Itália. 
Em 1918, foi nomeado rabino da cidade italiana de Trieste, cujo território acabava de ser transferido da Áustria-Hungria para a Itália. Ele mudou seu sobrenome para "Zolli" para soar mais italiano. Os líderes fascistas italianos começaram a excluir os judeus italianos dos programas de bem-estar social, incluindo apoio financeiro e educação, ao longo da década de 1930 e os denegriram na imprensa. Uma campanha de imprensa viciosa pelos fascistas forçou a saída do Rabino Chefe de Roma, Davide Prato. Em dezembro de 1939, Zolli foi nomeado rabino-chefe de Roma com o apoio de líderes fascistas.
Zolli teve conflito com seus congregados em Roma desde o início. O estilo de presidente de Zolli ao ministrar a liturgia era mais casual do que eles preferiam, e ele estava mais interessado na investigação acadêmica do que no trabalho pastoral ou na liderança comunitária. Houve disputas sobre salário e expectativas. Durante este tempo, Zolli formou uma amizade com o estudioso jesuíta Augustin Bea.

## Holocausto de Roma: 1943-1944
Depois que Zolli se mudou para Roma em 1940, ele tentou convencer Ugo Foa, presidente da comunidade judaica em Roma, e Dante Almansi, presidente da União das Comunidades Judaicas Italianas, de que os nazistas alemães eram uma ameaça significativa para a comunidade judaica romana. Segundo o pesquisador americano Daniel T. Murphy, Zolli "recomendava a supressão total das funções públicas judaicas, o fechamento dos escritórios administrativos, a eliminação das listas de doadores, a dispersão de todos os membros da comunidade judaica, a distribuição de ajuda financeira e a redução do tesouro comunitário."  Nos próximos anos, quando os nazistas varreram a Europa durante a Segunda Guerra Mundial, todos os três irmãos de Zolli foram mortos no Holocausto.
Em 1944, depois que Zolli emergiu de seu esconderijo na casa de Amadeo Pierantoni, um membro católico do partido de resistência antifascista de Roma, Giustizia e Libertà, sua posição como rabino-chefe foi restaurada por Charles Poletti, embora a comunidade judaica o tenha rejeitado, como visto no livro do rabino Louis Israel Newman, Chief Rabbi of Rome becomes a Catholic.
Zolli mais tarde descreveu suas experiências de guerra da seguinte forma:
"Foi com meu pai que aprendi a grande arte de orar com lágrimas. Durante a perseguição nazista, muitos anos depois, morei perto do centro de Roma em um pequeno quarto. Lá, no escuro, com fome e frio, eu orava chorando: 'Ó, Tu guardião de Israel, protege os remanescentes de Israel; não permita que este remanescente de Israel pereça!'"

## Conversão ao cristianismo
Em sua autobiografia, Before the Dawn: Autobiographical Reflections by Eugenio Zolli, Former Chief Rabbi of Rome, Zolli disse que enquanto presidia o serviço religioso na sinagoga no dia santo de Yom Kippur em 1944, ele experimentou uma visão de Jesus. Dentro de seu coração, ele diz, ele encontrou as palavras "Você está aqui pela última vez". 
Em 13 de fevereiro de 1945, Zolli, sua segunda esposa e filha se converteram ao catolicismo (sua primeira esposa havia morrido anos antes). Ele foi batizado na Universidade Gregoriana por Mons. Luigi Traglia na presença do Pe. Paolo Dezza; seu padrinho foi o padre Augustin Bea, confessor do Papa Pio XII. Zolli escolheu ser batizado "Eugenio Maria" em homenagem ao Papa Pio XII, que nasceu Eugenio Maria Giuseppe Giovanni Pacelli. 
Após sua conversão, Zolli foi questionado em uma entrevista por que ele "desistiu da Sinagoga pela Igreja". Zolli respondeu dizendo: "Mas eu não desisti. O cristianismo é a conclusão ou coroa da Sinagoga. Pois, a Sinagoga foi uma promessa, e o cristianismo é o cumprimento dessa promessa. A Sinagoga apontava para o Cristianismo: o Cristianismo pressupõe a Sinagoga. Então você vê, um não pode existir sem o outro. O que me converti foi o cristianismo vivo."

## Anos posteriores e morte
Depois que Zolli e sua esposa se converteram ao catolicismo, ele trabalhou na Universidade Sapienza de Roma e no Pontifício Instituto Bíblico. Em 1956, adoeceu gravemente e deu entrada no hospital, onde teria revelado a uma freira que morreria na primeira sexta-feira do mês às 15h.
Em 2 de março de 1956, Zolli recebeu a Sagrada Comunhão pela manhã, acabou entrando em coma e morreu, como ele previu, às 3:00. P.M. na primeira sexta-feira do mês. Ele tinha 74 anos. Ele está enterrado no cemitério Campo Verano, em Roma, Itália.

## Recepção e legado
Depois que a controvérsia em torno de sua conversão foi resolvida, a vida e os escritos de Zolli não alcançaram ampla atenção. Sua vida e obra foram negligenciadas, exceto pelo debate sobre o Papa Pio XII e o Holocausto que surgiu na década de 1960. Ele continuou esquecido até que sua autobiografia foi republicada em italiano em 2004 e se tornou um best-seller. Isso estimulou um novo corpo de erudição em sua vida. 

## Citações
- "A conversão consiste em responder a um chamado de Deus. Um homem não se converte na hora que escolhe, mas na hora em que recebe o chamado de Deus. Quando o chamado é ouvido, aquele que o recebe só tem uma coisa a fazer: obedecer. Paulo é 'convertido'. Ele abandonou o Deus de Israel? Ele deixou de amar Israel? Seria absurdo pensar assim. Mas então? O convertido é aquele que se sente impelido por uma força irresistível a deixar uma ordem pré-estabelecida e buscar seu próprio caminho. Seria mais fácil continuar na estrada em que ele estava."[13]
- "No Antigo Testamento, a Justiça é realizada por um homem em relação a outro... Fazemos o bem pelo bem recebido; fazemos mal por mal que sofremos nas mãos de outrem. Não causar dano por dano é, de certa forma, ficar aquém da justiça. Que contraste com o Evangelho: Amai os vossos inimigos... orai por eles, ou mesmo as últimas palavras de Jesus na cruz: 'Pai, perdoa-lhes, porque não sabem o que fazem!' Tudo isso me deixou estupefato. O Novo Testamento é, de fato, uma aliança totalmente nova". (Eugênio Zolli)

## Obras
- Zolli, Eugenio (1907). Carlo Goldoni: discorso tenuto nel Teatro Mandanici di Barcellona (em italiano). [S.l.: s.n.]
- Zolli, Eugenio. L'educazione presso gli Ebrei. Col: Biblioteca dell'educatore (em italiano). [S.l.]: Edizioni Viola
- Zolli, Eugenio (1913). La Coscrizione degli ebrei di Trieste nel 1788 (em italiano). [S.l.]: Typ. D. del Bianco
- Zolli, Eugenio (1925). Ideogenesi e morfologia dell'antico sinaitico: un contributo alla storia del divenire dell'alfabeto greco-romano (em italiano). [S.l.]: Libraria Bemporad
- Zolli, Eugenio (1935). Israele: studi storico-religiosi (em italiano). [S.l.]: Istituto delle edizioni accademiche
- Zolli, Eugenio (1935). Il Nazareno: studi di esegesi neotestamentaria alla luce dell'aramaico e del pensiero rabbinico. [S.l.: s.n.][a]
  - Zolli, Eugenio (2009).  Latorre, ed. Il Nazareno: studi di esegesi neotestamentaria alla luce dell'aramaico e del pensiero rabbinico. Col: Attualità e storia (em italiano). Milan: San Paolo. ISBN 978-88-215-6374-4
  - Zolli, Eugenio (1999). The Nazarene: Studies in New Testament Exegesis. Col: City of peace: Studies in Catholic-Jewish relations. [S.l.]: Urbi et Orbi/Remant of Israel. ISBN 978-1-892875-90-7
- Zolli, Eugenio (1945). Prima dell'alba. [S.l.: s.n.]
  - Zolli, Eugenio (1954). Before the Dawn: Autobiographical Reflections. [S.l.]: Sheed and Ward
  - Zolli, Eugenio (2004).  Latorre, ed. Prima dell'alba. Col: Attualità e storia (em italiano). [S.l.]: San Paolo. ISBN 978-88-215-5062-1
- Zolli, Eugenio (1946). Christus (em alemão). [S.l.]: A.V.E.
- Zolli, Eugenio (1947). Introduzione allo studio dell'ebraico anticotestamentario (em italiano). [S.l.]: A. Belardetti
- Zolli, Eugenio (1951). Il Salterio: nuova traduzione e commento (em italiano). [S.l.]: Viola
- Zolli, Eugenio (1953). I salmi: documenti di vita vissuta (em italiano). [S.l.]: Ed. Viola
- Zolli, Eugenio (1953). L'embraismo. Col: Universale Studium, v. 22 (em letão). [S.l.]: Editrice Studium
- Zolli, Eugenio (1954). Da Eva a Maria. [S.l.]: Editrice Studium Christi
- Zolli, Eugenio; Burgos, F.C. (1957). Mi encuentro con Cristo. Col: Patmos: Libros de espiritualidad (em espanhol). [S.l.]: Rialp
- Zolli, Eugenio (1960). Guida all'Antico e Nuovo Testamento. Col: Saper tutto (em italiano). [S.l.]: Garzanti
- Zolli, Eugenio (1964). La confessione e il dramma di Pietro (em italiano). [S.l.]: Cor Unum
- Zolli, Eugenio (2005).  Latorre, ed. Antisemitismo. Col: Attualità e storia (em espanhol). [S.l.]: San Paolo. ISBN 9788821554858